# 吉家堡（甲）遗址
吉家堡(甲)遗址，位于中国青海省民和县川口镇吉家堡村，为青海省市县级文物保护单位，公布日期为1987年4月16日，类型为古遗址。
吉家堡(甲)遗址的历史年代为马家窑类型、半山类型、马厂类型。